# Craig McCormick
Craig McCormick, (nacido  circa 1960 en Ottawa, Illinois) es un exjugador de baloncesto estadounidense. Con 2.08 metros de estatura, jugaba en la posición de pívot. 

## Trayectoria deportiva

### Universidad
Jugó durante cuatro temporadas con los Hilltoppers de la Universidad de Kentucky Occidental, en las que promedió 12 puntos y 6 rebotes.

### Profesional
Fue elegido en el puesto noventa, de la cuarta ronda del  Draft de la NBA de 1982 por Los Angeles Lakers. Profesionalmente jugaría en Israel en el Hapoel Haifa, luego jugaría en el Club Baloncesto Estudiantes, aunque con escasa fortuna, jugó solo 3 partidos en los que promedió 13 puntos y 9,7 rebotes. Sería sustituido por un jugador que acabaría por convertirse en legendario en el Estudiantes, John Pinone. Después de estos tres partidos en el equipo colegial se retiró del baloncesto cuando solo contaba con 25 años.